# Tetra (företag)
För andra betydelser se, Tetra
Tetra eller Tetra Werke, är ett företag som tillverkar bland annat fiskfodret TetraMin till akvariefiskar, företaget grundades 1951 av den tyske vetenskapsmannen Dr. Ulrich Baensch. 

## Historia
På 1950-talet fanns det bara cirka 50 000 akvarister i Tyskland, och hobbyn ansågs på den tiden vara mycket tidskrävande, sällsynt, svår och komplicerad eftersom den krävde rutinmässig insamling av levande föda från sjöar, bäckar och flodbäddar, tills uppfinningen av det torkade flingfodret TetraMin, som består av fyra olika typer av flingor och diverse vitaminer. 
Tetra grundades 1951 av Ulrich Baensch i Hannover, som ett tropiskt hus, där han odlade tropiska akvariefiskar i början av 1950-talet, vid en tidpunkt då de fortfarande måste utfodras med levande föda, som var både svår att få tag på och förknippad med hälsorisker för fisken. Baensch ville lösa detta problem med ett speciellt torrfiskfoder som skulle produceras industriellt för att göra akvaristiken tillgänglig för en bredare publik som hobby.
1953 grundades Baensch BioMin-laboratoriet, där han utförde omfattande tester på ett lämpligt fiskfoder. TetraMin började säljas över hela världen 1955. Utvecklingen av fiskfodret TetraMin följdes av en kontinuerlig vidareutveckling av produkterna, vilket resulterade i ett flertal patentansökningar.
Förutom foder till akvariefiskar förser Tetra fiskodlare och dammägare med andra produkter som, reningsmedel för vatten, växtbalsam, teknisk utrustning och läkemedel för fiskar.
Tetra-gruppen sysselsätter 850 anställda, och har representanter i mer än 90 länder över hela världen. 
Varunamnet TetraMin härrörde från det grekiska ordet Tetra, som betyder fyra, och den tredje stavelsen i ordet vitamin.